# جيري كول
جيري كول (بالإنجليزية: Jerry Cole)‏ هو موسيقي أمريكي، ولد في 23 سبتمبر 1939 في غرين باي في الولايات المتحدة، وتوفي في 28 مايو 2008 في كورونا في الولايات المتحدة.

## وصلات خارجية
- جيري كول على موقع IMDb (الإنجليزية)
- جيري كول على موقع ميوزك برينز (الإنجليزية)
- جيري كول على موقع أول ميوزيك (الإنجليزية)
- جيري كول على موقع ديسكوغز (الإنجليزية)
- جيري كول على موقع قاعدة بيانات الفيلم (الإنجليزية)